# Windows 2.0
Windows 2.0 es una versión ya descontinuada y obsoleta actualmente del entorno operativo, creado por Microsoft con una interfaz gráfica de usuario de 16 bits, que fue lanzado el 9 de diciembre de 1987 y es el sucesor de Microsoft Windows 1.0. Microsoft Windows 2.0 fue continuado con las posteriores ediciones 2.1x , más conocidas como Microsoft Windows/286 y Microsoft Windows/386, extendidas para los procesadores 80286 y 80386, quienes a su vez fueron reemplazados por Microsoft Windows 3.0 en mayo de 1990; no obstante, Windows 2.0 recibió actualizaciones y soporte por parte de Microsoft durante catorce años hasta el 31 de diciembre de 2001, cuando dejó de recibir soporte. 
Windows 2.0  fue un poco más popular que la versión inicial, gran parte de esa popularidad se debió a que incluía nuevas aplicaciones gráficas como, por ejemplo, Microsoft Excel y Microsoft Word para Windows. Estas podían cargarse desde MS-DOS y ejecutar Windows a la vez que el programa, y cerrar Windows al salir de esta.

## Características
Windows 2.0 permitía, por primera vez, a las ventanas de aplicación superponerse entre sí; a diferencia de su predecesor, Windows 1.0 , el cual podía mostrar solo las ventanas en mosaico vertical y horizontal. Windows 2.0 también introdujo más sofisticados métodos abreviados de teclado (y la terminología de "Minimizar" y "Maximizar", en contraposición a "iconize" y "Zoom" en Windows 1.0). La configuración de ventanas que presentaba este sistema duraría inclusive con la introducción de Windows 3.1. Al igual que Windows 1.x, las aplicaciones de Windows 2.x no pueden ejecutarse en Windows 3.1 o sistemas posteriores, ya que no fueron diseñados para el modo protegido .
Las nuevas características de Windows 2.0 incluyeron gráficos VGA (aunque solo 16 colores). También fue la última versión de Windows que podría ejecutarse en un disco flexible (disquete) y no necesariamente en un disco duro. Windows 2.x soportaba tarjetas de video EGA, VGA, y los drivers Tandy lo cual notablemente proporcionó una solución en Windows 3.0 para los usuarios que querían gráficos en color en máquinas con procesadores basados en 8086 (una característica que normalmente esta versión no soporta). De igual manera, también apareció por vez primera el soporte para EMS.
Asimismo, se eliminó la pre barra de tareas, convirtiéndose en el "escritorio" lo que aparentemente resultaba un avance. Sin embargo, eliminar la barra fue un error puesto que complicaba la accesibilidad a los iconos cuando un programa estaba a pantalla completa y cubría al "escritorio". Esta situación provocó que una nueva y más funcional barra de tareas ingresara desde Windows 4.0 (paradójicamente algo similar ocurriría años más tarde en Windows 8). En la gestión de memoria introdujo nuevos métodos abreviados de teclado. También podría hacer uso de memoria expandida.
La pantalla de inicio era similar a la de Windows 1.0 aunque con el nuevo logotipo de Microsoft conocido como el Pacman Logo. Las primeras versiones de Windows se suelen considerar como interfaz gráfica de usuario simple. Sin embargo, las primeras versiones de Windows de 16 bits ya poseen muchas de las funciones típicas de sistema operativo; en particular, tener su propio formato de archivo ejecutable y proporcionar sus propios Controladores de dispositivo (temporizador, gráficos, impresora, ratón, teclado y sonido) para aplicaciones. A diferencia de MS-DOS, Windows permite a los usuarios ejecutar las aplicaciones gráficas de múltiples al mismo tiempo, a través de la multitarea cooperativa. Windows implementa un esquema de software elaborada, basado en el segmento, memoria virtual, lo que le permitió ejecutar aplicaciones más grandes que la memoria disponible: segmentos de código y los recursos se intercambian y se tira cuando escaseaba la memoria, y segmentos de datos en la memoria cuando se trasladó una aplicación dada, había cedido el control del procesador, por lo general la espera de la entrada del usuario.
A pesar de sus mejoras respecto a su antecesor, estas novedades no fueron de mucho interés para el público por lo que Windows 2.0 no tuvo una aceptación masiva.

## Distribución
Windows 2.03 se distribuía en 9 disquetes de 5¼ de 360 KB:
Instalación, Estructura, Controladores Gráficos, Utilidades 1, Utilidades 2, Fuentes 1, Fuentes 2, Aplicaciones de Escritorio, y Disco del Programa Write.
Y también, se distribuía en 5 disquetes de 3½ de 720 KB:
Instalación, Controladores Gráficos, Utilidades, Fuentes, y Disco del Programa Write.

## Conflictos legales con Apple
Apple Computer presentó una demanda en 1988 contra Microsoft, alegando que Microsoft había roto el acuerdo de licenciamiento firmado en 1985. En su defensa, Microsoft afirmó que el acuerdo de licenciamiento les daba derecho a utilizar las características creadas por Apple y, tras cuatro años de debate en las cortes de justicia, Microsoft ganó.
Apple afirmó que Microsoft había infringido 17000 de sus derechos de Copyright pero la corte dijo que el acuerdo otorgaba a Microsoft el derecho a utilizar todos excepto 9 de los derechos de Apple. Finalmente Microsoft convenció a la corte de que esos 9 derechos no debían estar amparados por las leyes ya que Apple había tomado sus ideas de una interfaz gráfica creada por Xerox para las computadoras Alto y Star.

### Victoria de Microsoft
El 1 de junio de 1993, el juez Vaughn R. Walker de la Corte de Distrito de California del Norte falló a favor de Microsoft y Hewlett-Packard ante la demanda impuesta por Apple, y Windows 2.03 y 3.0, así como NewWave de HP, quedaban libres de cualquier cargo ante las leyes de protección de Copyright.

## Requisitos del sistema
Los requisitos oficiales de Windows.2.0 son los siguientes:
|                   | Windows 2.01                                                               | Windows 2.03                                                               |
| ----------------- | -------------------------------------------------------------------------- | -------------------------------------------------------------------------- |
| CPU               | Procesador 8088, se recomienda (80286 o 80386)                             | Procesador 8088, se recomienda (80286 o 80386)                             |
| RAM               | 512 KB de memoria                                                          | 512 KB de memoria                                                          |
| Almacenamiento    | Dos disqueteras de doble cara o un disco duro                              | Dos disqueteras de doble cara o un disco duro                              |
| Video             | Adaptador EGA o VGA y un monitor monocromático o de color                  | Adaptador EGA o VGA y un monitor monocromático o de color                  |
| Sistema operativo | MS-DOS 3.0 o superior                                                      | MS-DOS 3.0 o superior                                                      |
| Ratón             | Se recomienda un ratón de Microsoft o compatible aunque no era obligatorio | Se recomienda un ratón de Microsoft o compatible aunque no era obligatorio |

Windows 2.0 dependía del sistema DOS y la memoria de acceso aleatorio estaba restringida a un máximo de 1 MB debido a que se ejecutaba en modo real.

## Soporte de aplicaciones
Hay algunas aplicaciones que se entregan con Windows 2.0. Estas son:
1. CALC.EXE - Una aplicación de calculadora.
2. CALENDAR.EXE - Una aplicación de Calendario electrónico.
3. CARDFILE.EXE - Un gestor de información personal.
4. CLIPBRD.EXE - Una aplicación para ver el contenido de portapapeles.
5. CLOCK.EXE - Un aplicación de reloj.
6. CONTROL.EXE - La utilidad del sistema responsable de la configuración de Windows 2.0.
7. CVTPAINT.EXE - Un convertidor de archivos de Paint al formato de la versión 2.0
8. MSDOS.EXE - Un administrador de archivos simple.
9. NOTEPAD.EXE - Un editor de texto.
10. PAINT.EXE - Un editor de gráficos rasterizados que permite a los usuarios pintar y editar imágenes de forma interactiva en la pantalla del ordenador.
11. PIFEDIT.EXE - Un archivo de información de programa editor que define cómo un programa de DOS deben comportarse dentro de Windows.
12. REVERSI.EXE - Juego Reversi para ordenador.
13. SPOOLER.EXE - La cola de impresión de Windows, un programa que gestiona y mantiene una cola de documentos impresos, envío de impresora tan pronto como sea posible.
14. TERMINAL.EXE - Un emulador de terminal.
15. WRITE.EXE - Un procesador de textos simple.

Las primeras versiones de Windows de Microsoft Word y Microsoft Excel funcionaron en Windows 2.0. El apoyo de terceros desarrolladores para Windows aumentó sustancialmente con esta versión (algunos envíaban el software en tiempo de ejecución de Windows con sus aplicaciones, para los clientes que no han comprado la versión completa de Windows). Con la adición de los iconos y de las ventanas que se superponían, Windows 2.0 se convertía en un entorno viable para el desarrollo de grandes aplicaciones como Corel Draw o PageMaker, pero también para otras como Ami Pro o Micrografx Designer. Las ventas respondieron de forma acorde a esta nueva perspectiva.
Sin embargo, la mayoría de los desarrolladores aún se mantenía en las versiones DOS de sus aplicaciones, los usuarios de Windows todavía eran una clara minoría de su mercado. Windows 2.0 era todavía muy dependiente del sistema DOS y todavía no había superado la marca de 1 megabyte en términos de memoria.
En 1988, se introdujo en el mercado Windows 2.10 el que si bien contaba con una interfaz gráfica y funcionalidad igual a la anterior, al momento de ejecutar aplicaciones Windows proveía de la capacidad para ejecutar aplicaciones DOS de forma simultánea y en memoria extendida.